# México-Oaxtepec
México-Oaxtepec o simplemente Oaxtepec fue una ciudad del Imperio mexica en la tripe alianza. Actualmente se ubica en el municipio de Yautepec en Morelos.

## Historia
En 1438, Moctezuma conquista Oaxtepec, prendado de las bellezas naturales del lugar, envía mensajeros a recorrer todo el imperio en busca de las plantas y flores más exóticas, es así como quedó constituido el primer jardín botánico de América, cincuenta años antes que los de Pisa y Padua ubicados en Italia y cien años antes que en París, Francia.
Los emperadores mexicas que, establecieron centros de retiro y de esparcimiento; sus aguas termales, con abundante contenido de minerales y rodeadas de frondosos amates, formaban un estanque natural de ricas propiedades curativas. También en Oaxtepec crearon un importante jardín botánico en el que cultivaban una gran variedad de árboles frutales, de flores y de plantas medicinales que merecieron el elogio de Hernán Cortés.

## Zonas arqueológicas
A la llegada de los españoles y junto con la conquista la población de Oaxtepec se vio sucumbida por el exterminio, realizado por los conquistadores, haciéndola una población de solo 10 mil habitantes (50 mil habitantes antes de la conquista). Los cuales sufrían del yugo y pago de tributos a la corona española. Dada la gran belleza y colorido del pueblo los asentamientos dentro y fuera del Jardín Botánico se situaban en los alrededores del mismo. Actualmente en el sitio donde se construyó el templo Santo Domingo de Guzmán se encuentran los basamentos de lo que fue la pirámide mayor del Señorío de Oaxtepec.
Dentro del lugar conocido como "El Bosque" se encuentra una pirámide de vigilancia y varias piedras labradas en donde encontramos una piedra con forma de una serpiente enroscada y la "piedra del sacrificio", conocida así por los habitantes, que en realidad es una piedra matemática utilizada por astrónomos aztecas.
En el cerro de los huajes, ubicado frente al panteón del actual pueblo, encontramos basamentos y pirámides aún sin explorar por el INAH (muy lamentable hecho y por intereses políticos). En la Avenida San Juan camino al poblado de San Martín también encontramos de pie zonas piramidales que el paso del tiempo y los saqueadores no han perdonado.